# Conseil de prud'hommes (Belgique)
Pour les articles homonymes, voir Conseil de prud'hommes.

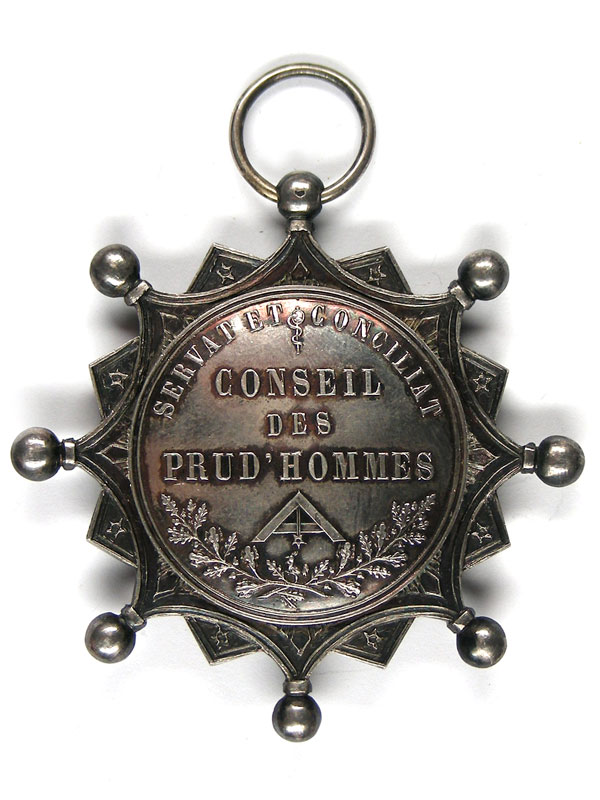
Insigne français d'un membre du Conseil de prud'hommes au XIXe siècle.

Le Conseil de prud’hommes est une juridiction mise en place au début du XIXe siècle, qui n'existe plus depuis l'adoption du Code judiciaire qui institua les tribunaux du travail.

## Historique
Dans la Belgique de 1830, il existait déjà deux conseils de prud’hommes : l’un à Gand, l’autre à Bruges. En Belgique, les conseils de prud’hommes disparurent en novembre 1970 pour laisser place aux tribunaux du travail.
Le but de ce Conseil est notamment « de vider par voie de conciliation, ou, à défaut par voie de jugement, les différends qui s’élèvent soit entre les chefs d’industrie et les ouvriers, soit entre les ouvriers eux-mêmes »,.
Les conseils de prud’hommes sont les premières institutions traitant principalement du contentieux social. Cette institution évoluera au fil du temps et sera affectée par de nombreux changements sociaux que vont connaître le XIXe siècle et le début du XXe siècle.
Le premier conseil de prud’hommes fut établi à Lyon en France sous l’Empire de Napoléon selon le décret impérial du 18 mars 1806. Le premier conseil institué en région belge fut celui de Gand en 1810 sous l’influence de l’industriel Lieven Bauwens. Celui de Bruges fut quant à lui créé en 1813.

## Organisation et composition
Jusqu’en 1859, les conseils de prud’hommes étaient composés d’une part, de patrons et d’autre part de chefs d’atelier, contremaîtres ou ouvriers parentés. Il n’y a pas encore de parité exigée entre les deux principales unités du conseil. Cette parité est exigée en 1859 par l’article 3 de la loi du 7 février 1859 sur les Conseils de prud’hommes. L’article 6 de cette même loi émet les conditions pour être candidat à la liste des électeurs du conseil de prud’hommes. Parmi ces conditions, celle de « savoir lire et écrire » soulève un problème au niveau de la représentativité des ouvriers au sein de cette institution car à cette époque, très peu d'ouvriers savaient lire et écrire.
La composition du Conseil évolue à partir de 1859. En effet, le nombre de membres minimum sera de six membres pour chaque conseil, sans tenir compte de la présidence et la vice-présidence. En ce qui concerne les chambres spéciales, le nombre est fixé à quatre membres. La composition des chambres se règle par arrêté royal, par la députation permanente et aussi les conseils communaux des communes. Les membres doivent être partagés en deux parties : d'une part les ouvriers et d'autre part les chefs d'industrie.
En ce qui concerne les élections, les membres du conseil sont nommés par un collège d'électeurs dont les membres viennent d'industries ou de groupes d'industrie. Certaines conditions sont tout de même requises pour être électeur :
1. être chef d’industrie ou ouvrier ;
2. être belge ;
3. être âgé de 25 ans accomplis ;
4. être domicilié dans le ressort du conseil depuis un an au moins et y exercer effectivement son industrie ou son métier depuis 4 ans au moins mais peut demander exception si justification de l’exercice de leur industrie[11].

Ces conditions d'élections sont imposées par la loi du 31 juillet 1889 qui est adoptée à la suite des mouvements ouvriers de la fin du XIXe siècle. Cette loi permet de mieux déterminer les deux groupes qui siègent au conseil. A titre d'exemple, le contremaître n'est plus considéré comme un prud'homme ouvrier.
La loi du 15 mai 1910 quant à elle, instaura la présence d'un assesseur juridique qui est docteur en droit dans les conseils de prud'hommes de 1e instance. Cette loi instaure aussi la séparation de l'institution en deux chambres : une chambre pour les ouvriers d'une part, une chambre pour les employés d'autre part. L'article 4 de cette même loi vient également préciser le statut de l'employé comme étant : « ceux qui effectuent habituellement pour le compte du chef d'entreprise un travail intellectuel ».
Quant à la loi du 9 juillet 1926, elle apporta de nombreuses modifications tel que l'âge imposé pour l'élection, la définition de l'appellation "ouvrier" et "employé", l'accroissement du champ d'application du conseil.

## Compétences
Les Conseils de prud’hommes du début du XIXe siècle avaient pour objectif de « juger toutes les contestations qui naîtront entre les marchands fabricants, chefs d’atelier, contremaîtres, ouvriers, compagnons et apprentis ». À l'origine, les conseils de prud'hommes avaient pour but de régler par conciliation « les petits différends ». Par après, le conseil devient compétent peu importe le montant de la contestation. Les jugements sont susceptibles d’appel si le montant de la condamnation dépasse 60 francs et augmentera jusque 100 francs.
L’évolution de la législation, par exemple la loi organique du 7 février 1859, permet de voir précisément quelles sont les attributions conférées aux conseils et les limites de leurs pouvoirs. Le Conseil est donc compétent pour :  
- les contestations pour tout fait d’ouvrage, de travail ou de salaire en ce qui concerne la branche d’industrie exercée par les justifiables, entre ouvriers, entre chefs d’industrie et entre ouvriers des deux sexes ;
- réprimer tout manquement grave ou tout fait ayant pour but de troubler l’ordre et la discipline des ateliers ;
- concilier des parties qui se présenteraient devant eux d’un accord commun, même si leur différend n’est pas de la compétence du Conseil ;
- donner leurs avis sur certaines questions lorsque le gouvernement le demande.

De plus, cet organe judiciaire fut également institué afin que les fabricants puissent déposer les dessins de leurs inventions et pouvoir les revendiquer par après devant le tribunal du commerce. Les limites à ces compétences sont principalement des sommes d’argent fixées concernant des litiges pécuniaires. Le conseil statue en appel et en dernier ressort sur les demandes n’excédant pas les 200 francs.
Avant le jugement, les parties sont amenées à comparaître par le biais d’une lettre du greffier « indiquant le lieu, le jour et l’heure de la comparution ».
Le conseil de prud’hommes jugeait disciplinairement pour le cas d’un manquement qui troublerait l’ordre et la discipline des ateliers. En cas de condamnation, le conseil est compétent pour infliger une peine qui peut aller jusqu'à l'emprisonnement. À cet égard, l’appel était possible devant le tribunal de première instance de l’arrondissement du siège du conseil.
Chaque jugement par défaut était susceptible d’opposition.
En ce qui concerne l’appel des jugements, il devait être porté durant les 40 jours suivant la notification devant les tribunaux du commerce. Les affaires portant sur les mines sont du ressort des tribunaux civils.

## Disparition du Conseil
La loi du 10 octobre 1967 instituant le Code judiciaire entre en vigueur le 1er novembre 1970. Cette date est charnière car elle signe également la fin du Conseil de prud’hommes en Belgique.
Dans son article 105, le constituant n’avait prévu en 1831 que l’existence des juridictions ordinaires, militaires et du commerce. Cette organisation posait problème car le droit social était peu rigoureux concernant l’organisation de ces juridictions. C’est ainsi que certains litiges étaient de la compétence soit des tribunaux ordinaires soit des conseils de prud’hommes. En ce qui concerne ces derniers, le phénomène de 1831 s’était d’autant plus complexifié car plusieurs réorganisations et modifications du Conseil eurent lieu, par exemple par la loi du 15 mai 1910 qui créa des conseils de prud’hommes d’appels ou encore la loi du 9 juillet 1926 qui introduit plusieurs refontes du régime. Les autres litiges furent confiés à des commissions administratives.
Ce flou concernant l’organisation de ces différentes juridictions et la complexité qui en découlait provoquait de nombreuses crises et colères concernant le droit social, amenant dès 1954 plusieurs propositions de loi qui prétendirent à une réorganisation complète de la branche judiciaire. De plus, on a pu observer au fil des années la mise en place d'une certaine discrimination à l’égard des ouvriers. En effet, leur infériorité juridique était incontestée. A titre d’exemple, ces derniers ne bénéficiaient pas, à l’origine, d’organismes de défense professionnelle puisqu’il n’existait pas d’organisations syndicales à leur égard.
Cette infériorité ressentie sera également prise en compte dans les revendications de 1954. Ces dernières prenaient racines notamment sur base des changements du droit social, conséquences de l’évolution de la technique et des conditions de travail, de l'avènement du prolétariat et de l'essor d'un syndicalisme ouvrier. Le but de cette réorganisation était aussi d'instituer une garantie d’indépendance des juges, une autonomie complète des juridictions du travail vis-à-vis des tribunaux civils et également le maintien d’une justice paritaire entre travailleurs et employeurs et entre travailleurs et l’État lui-même.
Après plusieurs plans, crises syndicales et remises en question, cette idée de réforme aboutit à la promulgation de la loi du 10 octobre 1967, entrée en vigueur le 1er novembre 1970, signant par la même occasion la disparition définitive du Conseil de prud’hommes.